# روس جيمس
روس جيمس (بالإنجليزية: Ross James)‏ هو مجدف أمريكي، ولد في 17 أغسطس 1987 في ألاموسا في الولايات المتحدة.

## وصلات خارجية
- روس جيمس على موقع الاتحاد الدولي للتجديف (الإنجليزية)
- روس جيمس على موقع اللجنة الأولمبية الدولية (الإنجليزية)
- روس جيمس على موقع أوليمبيديا (الإنجليزية)